# Karagluch
Karagluch – wieś w Armenii, w prowincji Wajoc Dzor. W 2011 roku liczyła 743 mieszkańców.